# Plantago lanatifolia
Plantago lanatifolia là một loài thực vật có hoa trong họ Mã đề. Loài này được (J.M. Coult. & Fisher) Small ex E. Morris miêu tả khoa học đầu tiên năm 1900.